# ひつじ村の兄弟
『ひつじ村の兄弟』（ひつじむらのきょうだい、アイスランド語：Hrútar）は、グリームル・ハゥコーナルソン監督・脚本による2015年のアイスランドのドラマ映画である。第68回カンヌ国際映画祭ではある視点部門で上映され、ある視点賞を獲得した。第40回トロント国際映画祭ではコンテンポラリー・ワールド・シネマ部門で上映された。第88回アカデミー賞外国語映画賞にはアイスランド代表作として出品されたが、ノミネートには至らなかった。

## キャスト
- グミー: シグルヅル・シグルヨンソン（英語版） - 牧羊家。
- キディ: テオドール・ユーリウソン（英語版） - グミーの兄。牧羊家。
- カトリン: シャーロッテ・ボーヴィング - 獣医。
- グリムル: グンナル・ヨンソン

## 受賞
第68回カンヌ国際映画祭ではイザベラ・ロッセリーニが審査員長を務めたある視点部門で最高賞を獲得した。2015年のトランシルヴァニア国際映画祭では審査員特別賞（3位）と観客賞（コンペティション部門最多得票）を獲得した。トロムソ国際映画祭とファジル映画祭でも観客賞を獲得した。